# Saint-Denis (Réunion)
Saint-Denis (ejtsd: szendöní, IPA: [sɛ̃d(ə)ni] kiejtéseⓘ, más azonos nevű településektől való megkülönböztetésül használt, nem hivatalos nevén gyakran Saint-Denis de la Réunion) Réunion francia tengerentúli megye adminisztratív fővárosa (préfecture-je). Réunion szigetének északi végén helyezkedik el a Rivière Saint-Denis folyó torkolatának közelében.
Saint-Denis a legnépesebb Franciaország tengerentúli megyéinek települései közül. A 2016-os népszámlálás szerint a városnak az agglomerációval együtt 204 304 lakosa volt, melyek közül 147 920 fő élt a város közigazgatási határain belül.

## Története
Saint-Denis-t Étienne Regnault, Réunion első kormányzója alapította 1669-ben. A település 1738-ban lett hivatalosan is Réunion fővárosa. Eredetileg kikötőváros volt.

## Városrészek
| - Le Barachois - Bellepierre - Bois-de-Nèfles - La Bretagne (Le Cerf) - Le Brûlé - Les Camélias - Centre-ville - Champ-Fleuri - La Montagne (Le Colorado, Ruisseau Blanc, Saint-Bernard), - Montgaillard | - La Providence - La Rivière Saint-Denis (La Redoute) - Ruisseau des Noirs - Saint-François - Saint-Jacques - Sainte-Clotilde (Le Butor, Le Chaudron, Commune Prima, Domenjod, Le Moufia) - La Source - La Trinité - Vauban |

## Közlekedés
A városhoz közel, 7 km-re keletre található a Roland Garros repülőtér, amely nevét a város szülötte, Roland Garros francia pilóta után kapta.

## Testvérvárosok
Saint-Denis három településsel ápol testvérvárosi kapcsolatot:
- Metz, Franciaország
- Nizza, Franciaország[4]
- Tanger, Marokkó

## Képek

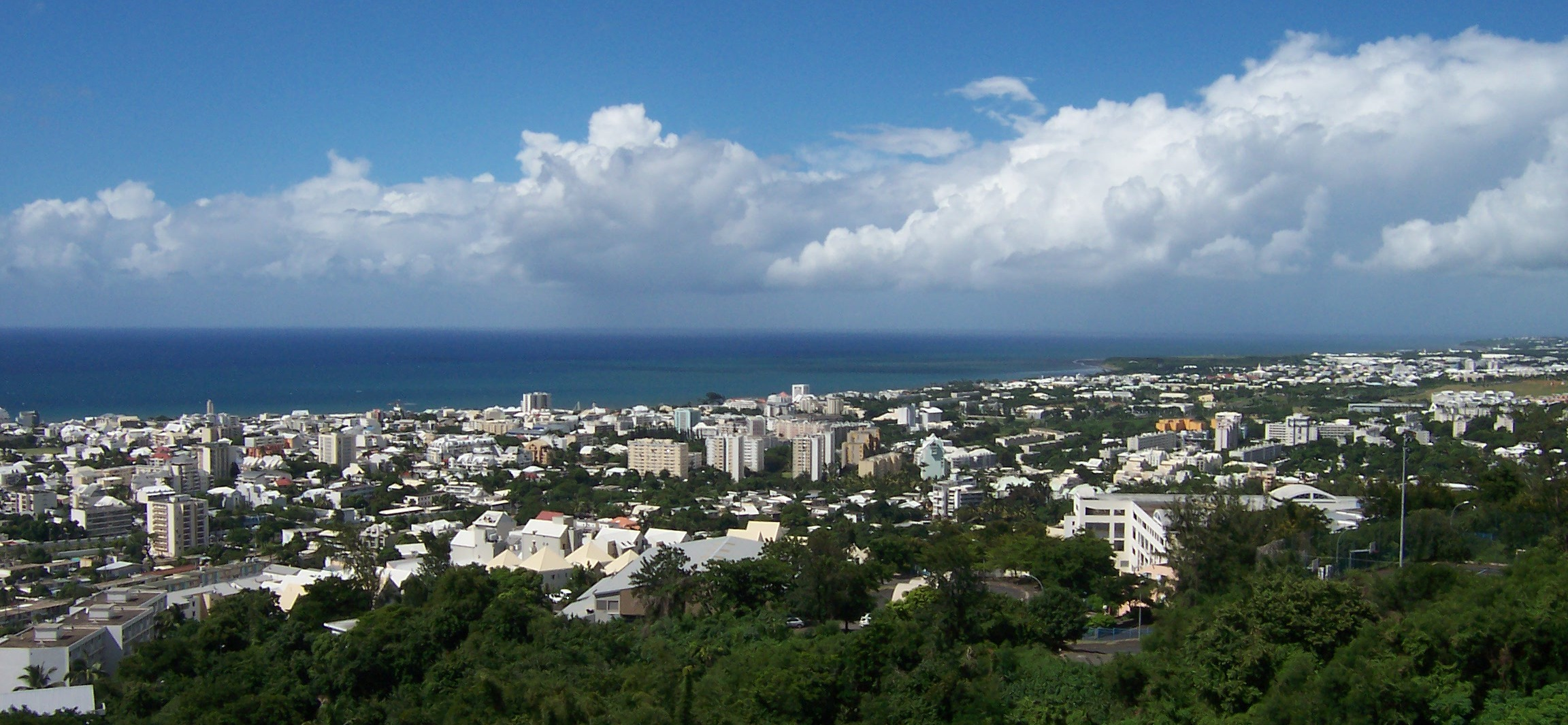
Panoráma
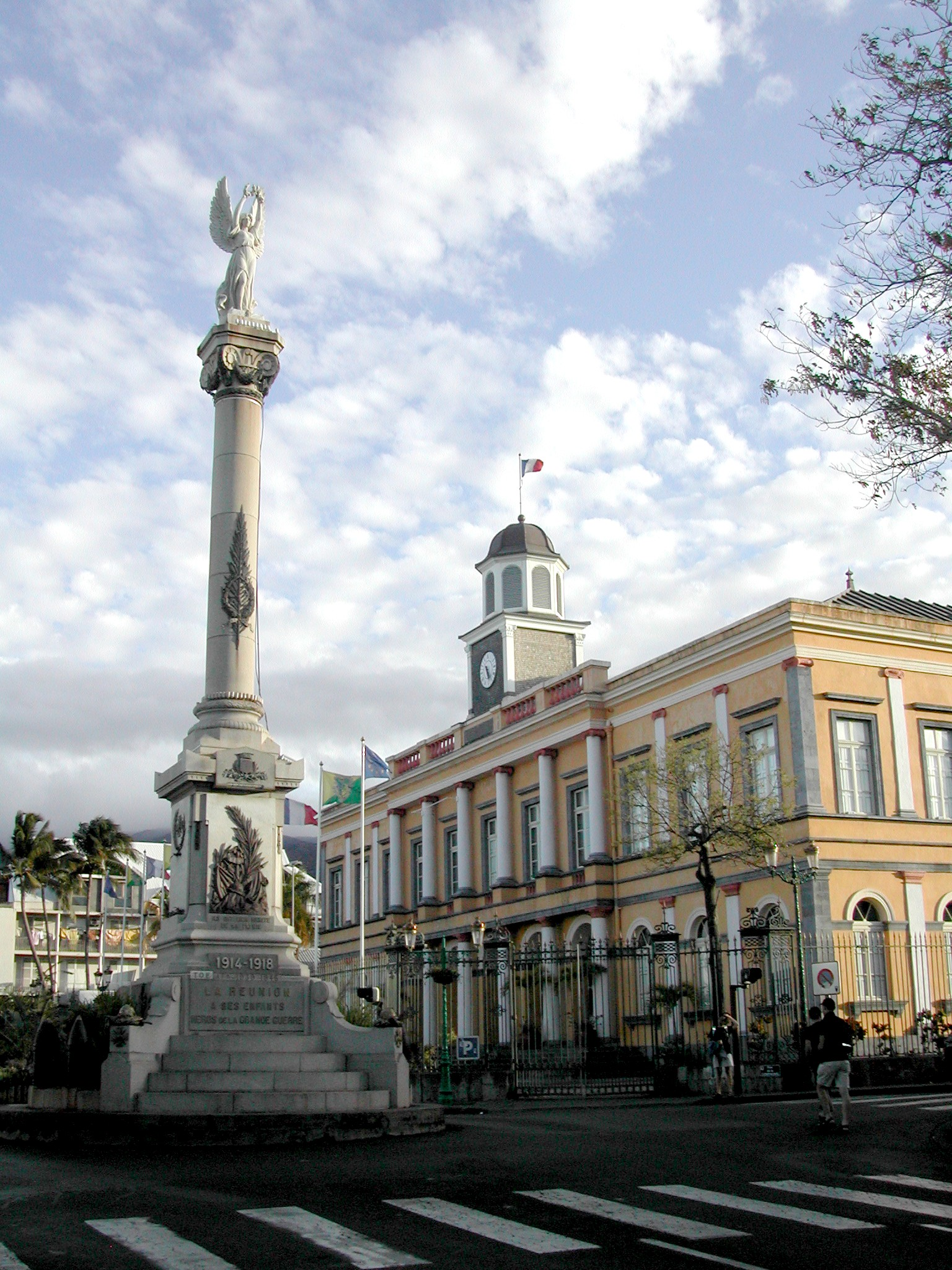
A városháza és a győzelmi oszlop
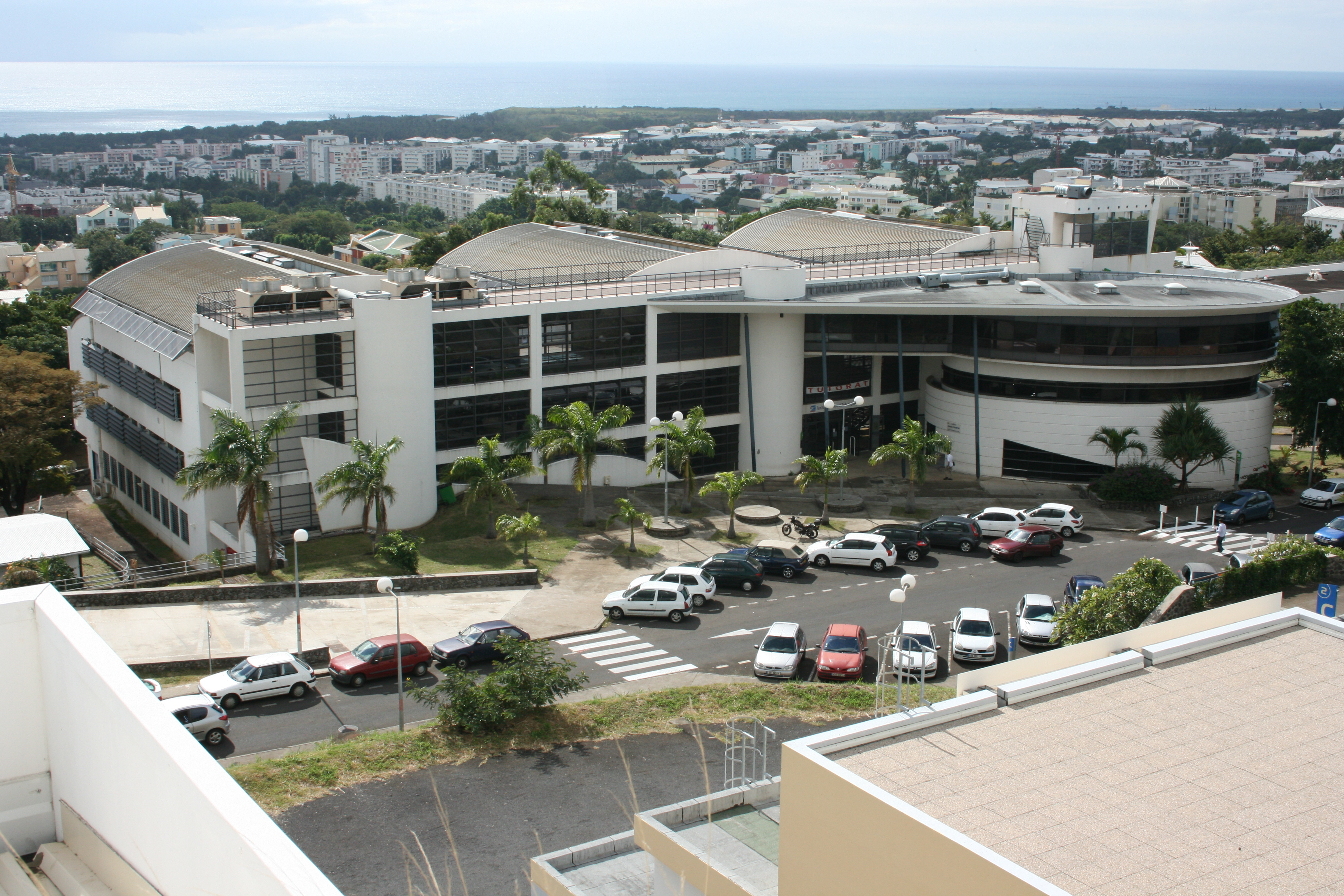
Réunioni Tudományos és Technológiai Egyetem
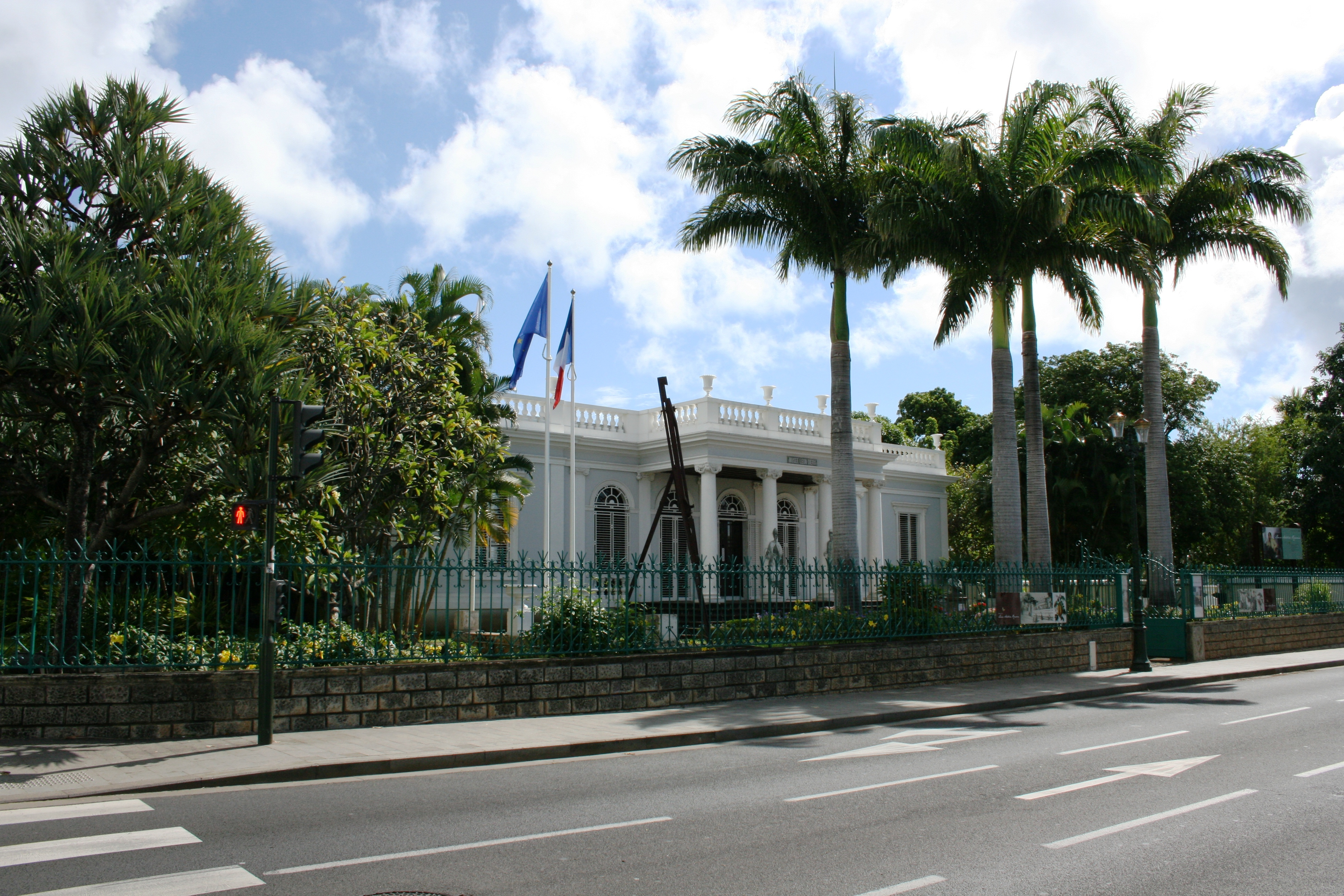
Léon Dierx Múzeum

## Fordítás
Ez a szócikk részben vagy egészben  a   Saint-Denis, Réunion című angol Wikipédia-szócikk ezen változatának fordításán alapul.  Az eredeti cikk szerkesztőit annak laptörténete sorolja fel. Ez a jelzés csupán a megfogalmazás eredetét és a szerzői jogokat jelzi, nem szolgál a cikkben szereplő információk forrásmegjelöléseként.